# Xã Stanley, Quận Arkansas, Arkansas
Xã Stanley (tiếng Anh: Stanley Township) là một xã thuộc quận Arkansas, tiểu bang Arkansas, Hoa Kỳ. Năm 2010, dân số của xã này là 720 người.